# El primero de su nombre
«El primero de su nombre» es el quinto episodio de la cuarta temporada de la serie televisiva de HBO Juego de tronos. El episodio estuvo dirigido por Michelle MacLaren, quien ya dirigiera el anterior capítulo, «Guardajuramentos». Fue emitido el 4 de mayo de 2014.
Tommen Baratheon es coronado Rey, a la vez que Sansa Stark llega al Nido de Águilas acompañada por Meñique. En el Norte, Jon Nieve combate contra los amotinados del Torreón de Craster, que además han capturado a Bran Stark.

## Argumento

### En Desembarco del Rey
Tommen Baratheon (Dean-Charles Chapman) es coronado como nuevo Rey de los Siete Reinos. Una pugna por el poder se intuye entre su prometida, Margaery Tyrell (Natalie Dormer), y la reina Cersei (Lena Headey).
Lord Tywin Lannister (Charles Dance) y Cersei discuten sobre su matrimonio con Loras Tyrell. Tywin tiene también otro asunto que tratar con Cersei: la inmensa deuda que el Trono de Hierro ha contraído con el Banco de Hierro de Braavos.
El príncipe Oberyn Martell (Pedro Pascal) recibe la visita de la reina Cersei. Ambos conversan sobre la situación de la princesa Myrcella, que se halla en Dorne, y sobre la muerte de Elia Martell, la hermana de Oberyn.

### En Meereen
Las noticias de la muerte del rey Joffrey llegan a Meereen. Ser Barristan aboga por partir hacia Poniente ahora que hay un vacío de poder, pero Ser Jorah Mormont (Iain Glen) cree que Daenerys debe quedarse para preservar la paz; ella concuerda con el segundo.

### En el Valle de Arryn
Sansa Stark (Sophie Turner) y Petyr Baelish (Aiden Gillen) llegan al Valle, donde Sansa conoce a su tía Lysa (Kate Dickie) y a su primo, Robin Arryn (Lino Facioli). Meñique sugiere a Sansa que oculte su verdadera identidad y adopte el nombre de «Alayne Piedra», para hacerse pasar por su hija bastarda.Tras un primer encuentro de Sansa y Lord Baelish con Lysa y su hijo, Lysa y Baelish comparten un momento a solas en el que se besan apasionadamente, revelándose que llevan años juntos y que Baelish fue el que planeó el envenenamiento del difunto Jon Arryn, así como que Lysa escribiese una carta a su hermana Catelyn para hacerle creer que había sido obra de los Lannister.
Lysa recibe con aparente calidez a Sansa. Durante una cena, Lysa interroga a Sansa curiosa de saber por qué Petyr muestra tanta preocupación por ella. Lysa está celosa de la relación que mantienen ambos y presiona a Sansa para saber si ambos son amantes, lo que Sansa niega entre lágrimas. Lysa le confiesa también sus intenciones de que Sansa se case con su hijo, el infantil y malcriado Lord Robin Arryn.

### En las Tierras de los Ríos
Arya Stark (Maisie Williams) y Sandor Clegane (Rory McCann) continúan en su viaje hacia el Valle. Arya practica con su espada Aguja recordando las lecciones que le enseñó Syrio Forel. A Sandor le hace gracia el hecho de que Syrio fuera eliminado por Meryn Trant, lo que causa la furia de Arya.

### En el Camino Real
Brienne de Tarth (Gwendoline Christie) y Podrick Payne (Daniel Portman) marchan por el Camino Real de camino al Castillo Negro, donde cree que Sansa ha podido refugiarse. Brienne no está muy contenta de partir con el joven Pod, a quien trata de persuadir para que se marche. El joven demuestra ser inexperto y torpe, pero su devoción y lealtad terminan por ganarse la confianza de Brienne.

### En el Torreón de Craster
Jon Nieve (Kit Harington) y sus acompañantes se preparan para combatir contra los amotinados del Torreón de Craster.
Bran Stark (Isaac Hempstead-Wright) permanece prisionero en el Torreón, mientras Jojen Reed (Thomas Brodie-Sangster) experimenta extrañas visiones sobre el futuro de Bran. Tanner (Burn Gorman) se dispone a violar a Meera Reed (Ellie Kendrick), justo cuando se produce el ataque de Jon y sus hombres.
Bran es «rescatado» por Locke, que al percatarse de que es en realidad Brandon Stark, pretende llevarlo con los Bolton. Bran logra introducirse en la mente de Hodor (Kristian Nairn), que consigue eliminar a Locke. Tras rescatar a su huargo Verano, el grupo continúa con su viaje al norte del Muro.
Jon y Tanner se enfrentan mano a mano dentro del Torreón. La mayor habilidad de Tanner en el cuerpo a cuerpo termina por superar a Jon, que es salvado por una de las mujeres de Craster cuando apuñala a Tanner por la espalda, lo que es aprovechado por Jon para rematarlo con Garra. Tras la derrota de los amotinados, Jon prende fuego al Torreón de Craster, mientras las mujeres de Craster insisten en irse por su cuenta.

## Producción
El episodio se basó en los capítulos 68 y 71 de Tormenta de espadas, además de un capítulo de Festín de cuervos.

## Recepción
El episodio marcó un récord de audiencia en la serie, con 7,16 millones de espectadores en Estados Unidos.

### Crítica
El episodio recibió la aclamación de la crítica. Rotten Tomatoes informó que el 100% de los 40 comentarios del episodio fueron positivos con un promedio de 8.25/10. Matt Fowler de IGN puntuó al episodio con 9/10 y dijo que "el episodio nos dió una mirada muy necesaria a algunos eventos pasados de la serie". Destacó la revelación de Littlefinger y que eso "puso en movimiento la historia de toda la serie". Erik Adams, de The A.V Club le dio al episodio una "A" y elogió a los escritores por su enfoque a los personajes femeninos.